# Mala Paka
Mala Paka – wieś w Chorwacji, w żupanii karlowackiej, w gminie Žakanje. W 2011 roku liczyła 26 mieszkańców.